# Kag-Fer-Jiir-Koor-Ror-Us-Zuksun jezik
Kag-Fer-Jiir-Koor-Ror-Us-Zuksun jezik (ISO 639-3: gel; ət-Ma'in, ut-Ma’in, fakai, fakanchi, fakanci, fakkanci, gelanchi), nigersko-kongoanski jezik zapadnokainjske podskupine duka, kojim govori 36 000 ljudi (1992 SIL) iz plemena Fakachi u nigerijskoj državi Kebbi.
Unutar jezika razlikuju se brojni dijalekti, kag (puku, fakanchi, et-kag), jiir (gelanchi, et-jiir), kur (kere, kar, keri-ni, kelli-ni, kelanchi, kelinci), zuksun (zussun, et-zuksun), ror (et-maror, tudanchi, er-gwar), fer (fere, et-fer, wipsi-ni, kukum), us (et-us) i koor (kulu). Ror i kag su najgovoreniji dijalekti, a koor i us najmanji. U upotrbi je i hausa [hau]. Jezi se danas naziva ut-Ma’in.

## Vanjske poveznice
- Ethnologue (14th)
- Ethnologue (15th)